# Санта Каса да Місерікордія
Святий Дім Милосердя в Макао (порт. Santa Casa da Misericórdia) — історична будівля на площі Сенадо, Макао, Китай. Заснована як філія Санта-Каса-да-Мізерікордія, вона була побудована в 1569 році за наказом єпископа Макао Белькіора Карнейру Лейтао.
Він був медичною клінікою та кількома іншими структурами соціального забезпечення на зародженні Макао. Пізніше він служив сирітським будинком і притулком для вдів загиблих у морі моряків.
Святий Дім Милосердя в Макао є частиною історичного центру Макао, об'єктом Всесвітньої спадщини ЮНЕСКО.

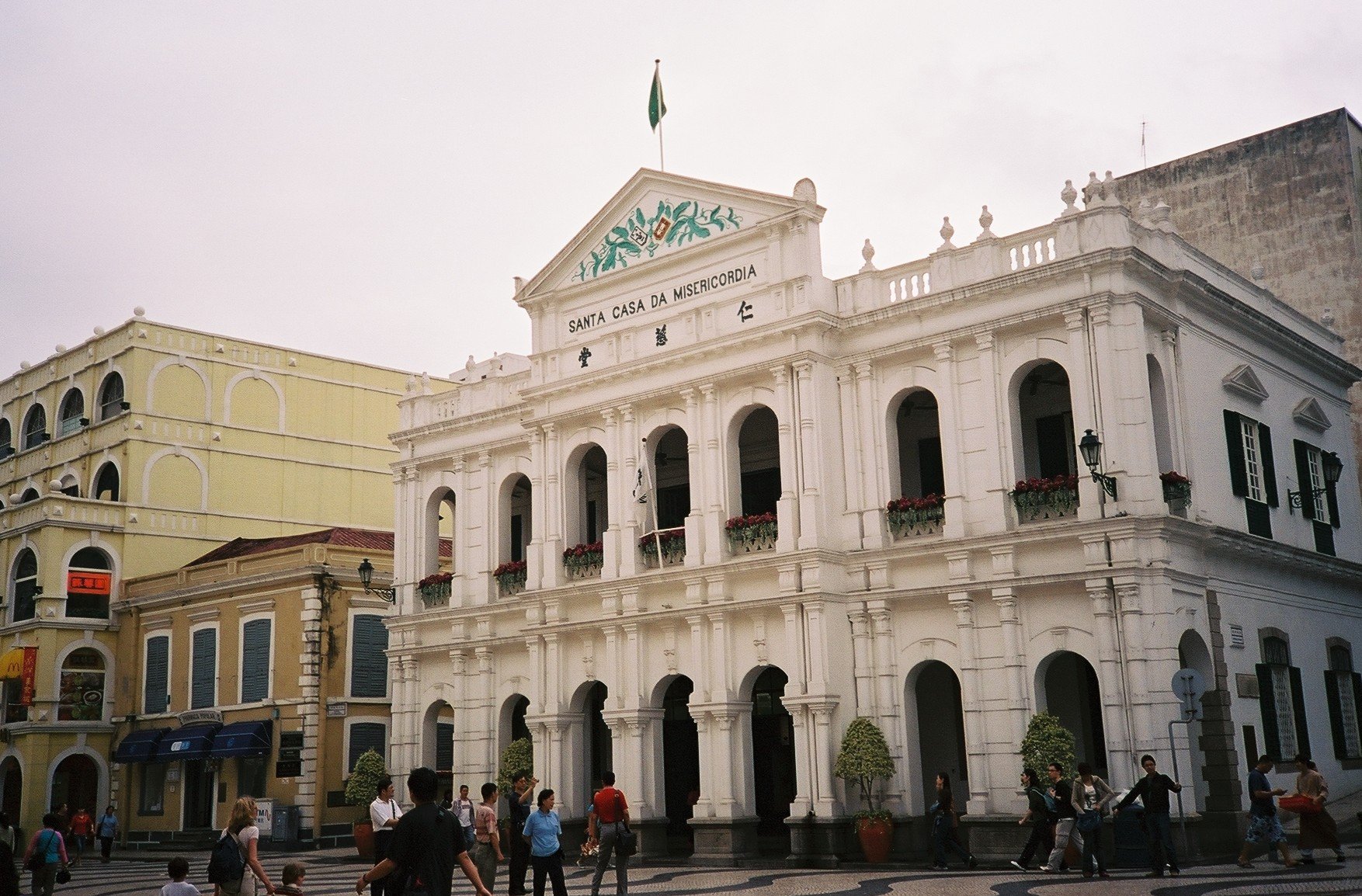
Святий Дім Милосердя

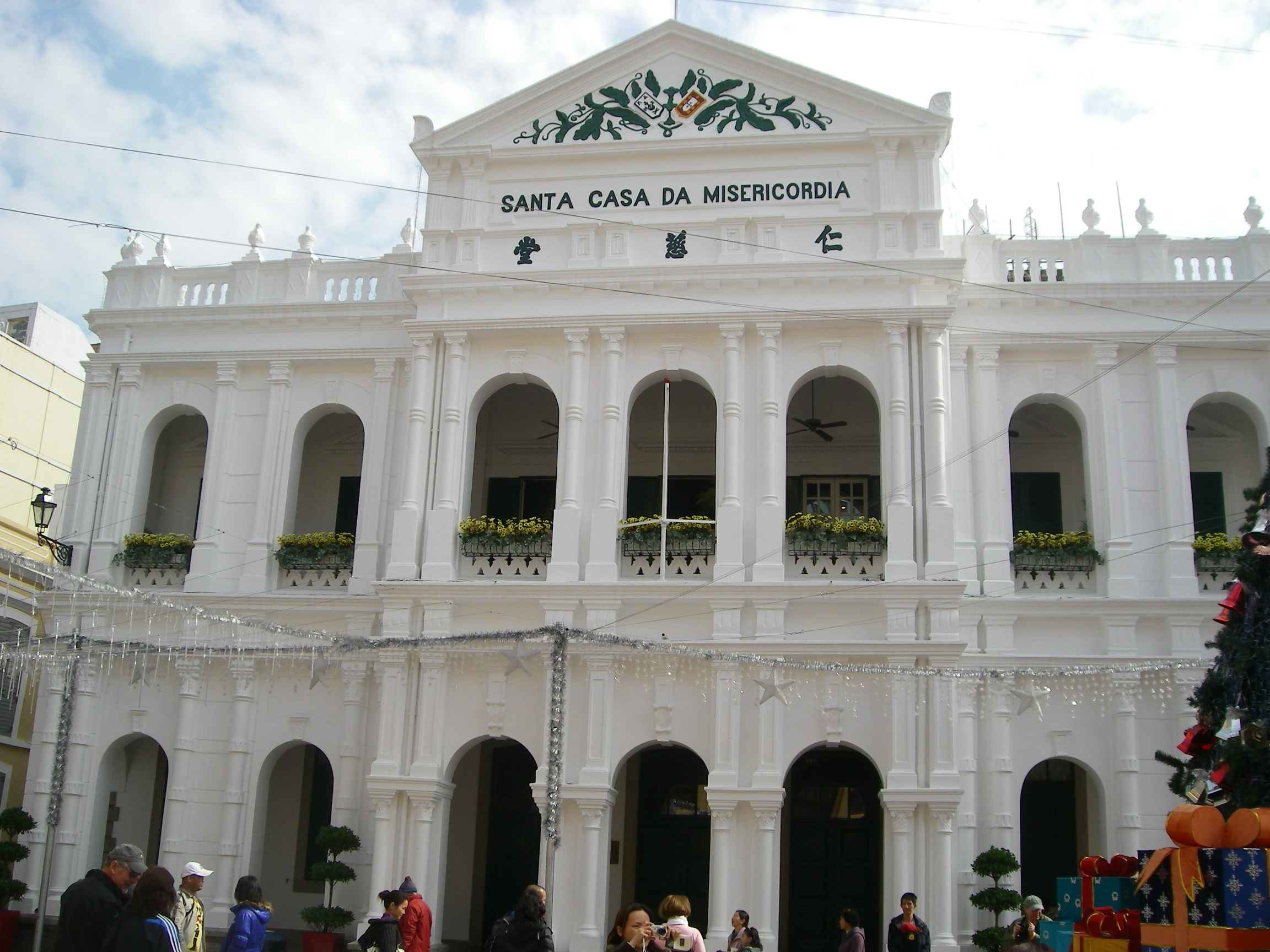
Фасад Святого Дому Милосердя